# 24296 Marychristie
24296 Marychristie è un asteroide della fascia principale. Scoperto nel 1999, presenta un'orbita caratterizzata da un semiasse maggiore pari a 2,5875030 UA e da un'eccentricità di 0,1271647, inclinata di 5,35860° rispetto all'eclittica.